# Мала рада Венеції

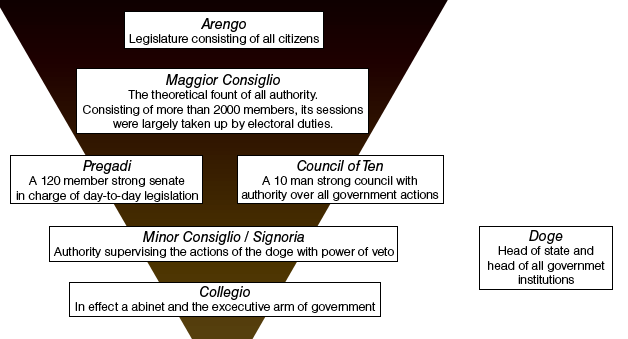
Урядовий устрій Венеційської республіки

Мала рада (італ. Minor Consiglio), або рада дожа — один із головних конституційних органів Венеційської республіки. Складалась з шести радників, які допомагали правити дожу Венеції і одночасно обмежували його повноваження.

## Заснування
Перші відомі радники герцога або дожа (лат. consiglieri ducali) були обрані разом з дожем П'єтро Барболано в 1032 році, щоб запобігти повторенню спроб узурпації влади, що зустрічались серед його попередників.
Принаймні з 1143 року підтверджується існування колегії «Ради мудреців» (лат. Consilium sapientes), яка була створена венеційським патриціатом для допомоги дожу і контролю за його владою і яка стала попередником як Великої, так і Малої ради.
Сама Мала рада була створена, ймовірно, десь між 1172 і 1178 роками, незабаром після створення Великої ради.

## Склад
Члени Малої ради обиралися Великою радою, і обраним членам заборонялося відмовлятися від призначення під суворими покараннями. Кількість радників дожа було збільшено до шести, по одному на кожен район (сестьєре) міста. Термін їх повноважень тривав один рік і протягом наступного року (пізніше цей строк було збільшено до 16 місяців) їм було заборонено повторно обіймати цю ж посаду. Члени Малої ради за посадою були членами Великої ради.
Дуже скоро після створення Ради сорока, її очільники (італ. Capi dei Quaranta) стали асоціюватися з Малою радою, іноді замінюючи відсутніх радників дожа і маючи право голосу разом з ними в певних питаннях. Ця асоціація задокументована як встановлений факт 1231 року.
У 1437 році троє членів ради, що залишилися за рік, були названі «нижчими» радниками, формально не входячи до Малої ради, але їм було доручено представляти її в Раді сорока.

## Функції та повноваження
Основною функцією Малої ради було розділяти та обмежувати владу дожа. Дійсно, зв'язок між ними був настільки близьким, що вони часто майже змішувалися в джерелах. Будь-яке рішення дожа, щоб набути сили потребувало згоди принаймні чотирьох членів Малої ради і дож не міг відкривати депеші без їх присутності, тоді як сама Мала рада не вимагала присутності дожа для здійснення своїх функцій.
Під час фізичної відсутності дожа у Венеції або під час міжправління, Мала рада управляла республікою, а один із радників дожа — не завжди старший — ставав віцедожем. Мала рада також ініціювала обрання нового дожа та мала повноваження вносити будь-які зміни в процес обрання, які вони вважали доречними. Віцедож відповідав за коронацію новообраного дожа головним символом його посади — корно дукале (італ. corno ducale).
Разом з очільниками Ради сорока і дожем, Мала рада утворювала Синьйорію Венеції — офіційний венеційський уряд і разом із колегіями «мудреців» (savi) формувала фактичний кабінет, Повну колегію.
Мала рада разом з дожем очолювала всі керівні органи (ради) республіки і мала право ініціювати закони та пропозиції для розгляду Великої ради. Мала рада також заздалегідь повідомлялась про будь-який законопроєкт чи рішення, ініційоване іншими Радами, і мала право відкласти представлення його Великій раді на затвердження на три дні. Крім того, навіть окремі члени Малої ради мали право скликати Велику раду. Проте, коли нижчі ради ухвалювали будь-яке рішення, Мала рада мала йому підкорятися. Дійсно, присяга членів Малої ради прямо зобов'язувала їх контролювати виконання дожем рішень нижчих Рад та протистояти дожу, якщо він намагатиметься скасувати чи проігнорувати такі рішення.
Будучи частиною Синьйорії, Мала рада брала участь у нагляді за судами та вирішувала юрисдикцію у суперечках між молодшими магістратами. Присяга дожа зобов'язувала його та його радників особисто відвідувати суди та розглядати будь-які скарги, які їм там надходять. До 1446 року Мала рада також відповідала за тлумачення законів.
Крім того, радники дожа відповідали за нагляд за адміністрацією самої Венеції та виборами її посадових осіб. У фінансових питаннях Мала рада спочатку мала право розпоряджатися державними коштами в сумі до 10 лір золота, але це було скасовано в 1441 році.